# Атланта (сериал)
Атланта (на английски: Atlanta) е американска комедийно-драматична телевизионна поредица, създадена от Доналд Глоувър. Изпълнителни продуценти са Доналд Глоувър, Диан Макгунигъл и Пол Симс.
„Атланта“ представя историята около двама братовчеди, които навигират по пътя си в атлантическата рап-сцена в опит да подобрят живота си и живота на своите семейства. FX нареди пилота на сезона от 10 епизода през октомври 2015 г. Две седмици след сериала на 6 септември 2016 г. FX поднови серията за втори сезон.
Шоуто е получило критично признание и различни отличия, включително две награди „Златен глобус“ за най-добър телевизионен сериал – Музикално или комедийно и „Най-добър актьор“ – телевизионна серия Музикални или комедии за „Глоувър“ и две награди Еми за изключителен водещ актьор в комедийна серия и изключително режисура за комедийна серия, което прави Глоувър първият афроамериканец да спечели Еми за категорията „Изключително режисура за комедийна серия“.

## Сюжет
Действието се развива в Атланта, Джорджия. Ърнест (Доналд Глоувър) по време на ежедневния му живот в Атланта, докато той се опитва да се откупи в очите на бившата си приятелка, която е майка на дъщеря му, както и родителите му и братовчед му Алфред (Брайън Тийър Хенри), който грабна под сцената „Paper Boi“. След като напуска университета в Принстън, Ърнест няма пари и дом, а впоследствие се заменя с останалите с родителите си и приятелката си. Щом разбере, че братовчед му е на ръба на звездата, той отчаяно се опитва да се свърже отново, за да подобри живота си и живота на дъщеря си Лоти.

## Персонажи

### Главни
- Доналд Глоувър като Ърнест „Ърн“ Маркс, младеж от Принстън, който отказва да бъде мениджър, опитвайки се да изкара рапиращата си кариера на братовчед Paper Boi. Ърн е циничен и високо интелигентен, но често прави безразсъдни решения. Той се бори с прекъсване на бездомността. Това е силно подразбиращо се след епизода на сезона „Стрейзънд Ефект“ (където печелят изказани на Дарий колко отчаяна е неговата ситуация), че финансовото състояние на Ърн вероятно е причинило депресията му.
- Браян Тайри Хенри като Алфред „Paper Boi“ Майлс, рапър, който се опитва да разбере линията между реалния и уличния живот. Той е братовчед на Ърн.
- Лейкит Станфийлд като Дариус Епс, дясната ръка на Алфред и визионер. Той е първо поколение нигерийско-американец. Той е ентусиаст на оръжиета.
- Зази Бийтс като Ванеса „Ван“ Кейфър, бившата приятелката на Ърн и майка на дъщеря им Лоти. Ван е бивш преподавател по начална училищна степен. Епизодът „Go for Broke“ показва, че тя е феминистка. Ван е двусърдечен афро-немка, която говори перфектно немски. Израснала е в Хелън, Джорджия.

## Гост актьори

### Сезон 1
- Айзая Уитлок младши като Рали Маркс, баща на Ърн и чичото на Алфред.
- Майра Лукриша Тейлър като Глория Маркс, майката на Ърн и леля на Алфред.
- Харолд Хаус Мур като Суиф, сътрудник на Ърн.
- Грифин Фриман като Дейв, познат на Ърн, който работи за известна радиостанция.
- Брандън Хирш като Девион Джонсън, известен актьор, който живее в района на Атланта.
- Емет Хънтър като Ахмад Уайт
- Кранстън Джонсън като Дешаун, приятел и довереник на Алфред.
- Лушъс Бастън като Крис, клуб промоутър, който се опитва да измами Ърн и Алфред.
- Алано Милър като Франклин Монтауе, претендиращ домакин, който не харесва Алфред.
- Нилс Стюарт като Антоан Смълс, млад чернокож мъж, който се идентифицира като 35-годишен бял мъж на име Харисън Буут.
- Фреди Кугуру като Зан, шовинистична интернет личност, която се противопоставя на Алфред.
- Остин Крют като Джъстин Бийбър, неприятна и изключително популярна тийнейджърска поп звезда.
- Migos (Offset, Quavo и Takeoff)- доставчиците на лекарства на Алфред.

### Сезон 2
- Крис Дейвис като Трейси, освободеният приятел на Алфред, който понастоящем стои на дивана. Той и личността на Ърн често се сблъскват.
- Арджей Уокър като Кларк Каунти, егоистичен, комерсиален рапър, с който Алфред се сприятелява. Дариус и Ърн го гледат като промишлено предприятие.
- Матю Барнс като Лукас, добре свързания мениджър на Кларк.
- Кат Уилямс като Уили, бащата на Алфред и чичо на Ърн.
- Робърт Пауъл като Бибби, бръснарят на Алфред.
- Дерик Дж. Хейууд като Бени Хоуп, революционен пианист.
- Кевин Уотърман като Florida Man, зловещ мъж, който извършва различни странни престъпления във Флорида, като част от заговор за запазване на чернокожите избиратели.
- Майкъл Вик като самия него, бивш куотърбек от НФЛ, който предизвиква клубовете в „Money Bag Shawty“ да се състезават срещу себе си.
- Тим Джонсън, като Прескот, момче с любов с ужас, че героите кръстосват пътеки. Той е фаворит на Алфред и е запален фен на снап музиката.